# Megophyra multisetosa
Megophyra multisetosa är en tvåvingeart som beskrevs av Shinonaga 1970. Megophyra multisetosa ingår i släktet Megophyra och familjen husflugor. Inga underarter finns listade i Catalogue of Life.